# The Human Atom Bombs
The Human Atom Bombs is het vierde studioalbum van de Zweedse punkband Randy. Het album werd uitgegeven op 7 augustus 2001 en was het eerste studioalbum van de band dat oorspronkelijk werd uitgegeven via het platenlabel Burning Heart Records. Het werd verder via Victor Entertainment uitgegeven in Japan en door Epitaph Records in de Verenigde Staten.
In 2001 bracht Burning Heart Records de cd-single "I Don't Need Love" in Europa uit. Op deze single zijn naast de titeltrack de nummers "Rockin Pneumonia and The Punk-Rock Flu", "Dynamite", en "I Won't Play That Song" te horen. Hetzelfde jaar werd door hetzelfde label ook de cd-single "Summer of Bros" uitgegeven in Europa. In 2002 werd er een 7-inch single voor het nummer "The Heebie Jeebies" uitgegeven via het label Stereodrive! Records in Duitsland.
Twee nummers van het album te horen op de 7-inch single "I'm Stepping Out" dat in 2001 via het platenlabel Fat Wreck Chords in de Verenigde Staten werd uitgegeven als onderdeel van de Fat Club-serie. Dit zijn de nummers "If We Unite" en "Freedom Song".

## Nummers
Op de meeste versies van het album is ook het nummer "Chicken Shack" (1:46) te horen, behalve voor de lp-versie van het album. Ook de volgorde van de nummers verschilt soms.
1. "Addicts of Communication" - 2:05
2. "Punk Rock City" - 2:24
3. "Keep Us Out of Money" - 1:40
4. "Karl Marx and History" - 2:46
5. "Summer of Bros" - 3:17
6. "I Don't Need Love" - 2:49
7. "If We Unite" - 2:31
8. "Proletarian Hop" - 3:10
9. "Shape Up" - 1:39
10. "Rockin' Pneumonia and the Punk Rock Flu" - 1:39
11. "Freedom Song" - 3:18
12. "Whose Side Are You On?" - 0:47
13. "Win or Lose" - 2:02
14. "The Human Atom Bombs" - 2:31
15. "I Believe in the Company" - 2:05
16. "The Heebie Jeebies (Dial 911)" - 2:10

## Band
- Fredrik Granberg - drums
- Johan Gustavsson - zang, basgitaar
- Johan Brändström - zang, gitaar
- Stefan Granberg - zang, gitaar